# Cherry Ames
Pour les articles homonymes, voir Ames (homonymie).
Cherry Ames est l’héroïne d'une série de vingt-sept romans pour la jeunesse créée par Helen Wells (en) et Julie Tatham (en) et publiée aux États-Unis entre 1943 et 1968 aux éditions Grosset & Dunlap, et toujours rééditée de nos jours.
En France, seuls treize titres ont paru de 1958 à 1979 dans la collection Lecture et Loisir des Éditions Librairie Charpentier. La série n'est plus rééditée en France mais l'est toujours aux États-Unis et en Grande-Bretagne.

## Genèse
La série a été conçue dans le but de susciter chez les jeunes Américaines la vocation d'infirmière dans une Amérique en guerre et en pénurie d'infirmières.
Une précédente série avait déjà été créée aux États-Unis dans ce but, Sue Barton (1936-1952), inédite en France mais parue en Belgique.

## L'auteur de la série
Deux romancières se sont partagé l’écriture :
- Helen Wells (1910-1986) : Elle a écrit les sept premiers titres puis les titres 14 à 27.

- Julie Tatham (1908-1999) : Elle a écrit les titres 8 à 16.

Elles sont également connues comme les auteurs de la série Vicky dont quelques titres ont été publiés en France aux éditions Librairie Charpentier dans la collection « Ouvrages de poche ».

## Thème de la série
Les aventures de la jeune américaine Cherry (de son vrai prénom Charity) Ames mêlent métier d'infirmière, enquêtes policières et vie privée.
Les premiers romans ont été écrits pendant la deuxième guerre mondiale et comportent par conséquent des éléments liés à la guerre. Ainsi Cherry est, par exemple, affectée à un bombardier dont la mission est de récupérer les soldats blessés dans le Pacifique ; elle aide à confondre criminels et espions de guerre, etc. Un peu de romance parsème également les romans.

## Titres parus en France
Note : ordre chronologique de la parution française.
- Cherry Ames, infirmière de l'air (Cherry Ames, Flight Nurse, de Helen Wells, 1945) 1re édition française : 1958. no 23. Illustrations de Georges Brient. Rééditions : 1974, 1978.
 Résumé : Les aventures de l'infirmière Cherry Ames ont déjà passionné des millions de lecteurs à travers le monde. Dans ce livre, vous suivrez la jeune infirmière en Europe où la guerre fait rage. Engagée dans l'Armée de l'Air américaine, elle est affectée à une base aérienne stationnée en Angleterre Pleine d'audace et de courage, elle atterrit dans les champs de bataille où elle recueille les blessés et affronte avec eux le feu ennemi. Elle se trouve même par hasard mêlée à une mystérieuse affaire d'espionnage. Sa perspicacité, sa gaieté et son entrain lui feront déjouer toutes les embûches[6].

- Cherry Ames, infirmière pour enfants (Cherry Ames, at Spencer, de Julie Tatham, 1949) 1re édition française : 1960. no 31. Illustrations de G. Brient. Réédition en 1974.
 Résumé : Pour sa plus grande joie, Cherry Ames est nommée infirmière dans un hôpital pour enfants. Son travail la passionne et son esprit curieux découvre bien vite un mystère : Dot, la jolie petite malade, est-elle douée d'une trop vive imagination, ou dit-elle la vérité ? Vous le saurez en lisant les nouvelles aventures de la perspicace Cherry, qui encore une fois saura ramener la joie autour d'elle[6].

- Cherry Ames, étudiante (Cherry Ames, Student Nurse, 1943, de Helen Wells) 1re édition française : 1961. no 36. Illustré par Georges Brient. Réédition en 1973.
 Résumé : Vous connaissez déjà Cherry Ames, la jeune infirmière. Dans ce livre, vous allez découvrir comment Cherry est devenue infirmière. En effet, ce sont les études de Cherry Ames, ses craintes, ses espoirs pendant ses années d'apprentissage. Elle est mêlée à bien des aventures, mais sa bonne humeur et sa perspicacité la feront triompher de toutes les difficultés[6].

- Cherry Ames en croisière (Cherry Ames, Cruise Nurse, de Julie Tatham, 1948) 1re édition française : 1961. no 42.
 Résumé : En quelque endroit qu'elle se trouve, Cherry a le don de trébucher toujours sur un mystère. Le magnifique paquebot qui vogue vers les Caraïbes en abrite un, et de taille, puisqu'il implique un aventurier aux allures de corsaire, un petit garçon malicieux, un ours en peluche, un coffre-fort mystérieusement vide, et un fragment de cette mystérieuse substance que l'on nomme l'ambre-gris. Mais Cherry Ames, le détective-amateur, ne recule pas devant les difficultés et, cette fois encore, son célèbre flair la guidera vers la solution[6].

- Cherry Ames, infirmière-chef (Cherry Ames, Chief Nurse, de Helen Wells, 1944) 1re édition française : 1962. no 45.
 Résumé : Voici de nouveau Cherry Ames mêlée à des aventures qui mettent à l'épreuve son courage et sa perspicacité. Mais, cette fois, c'est la guerre. Et ce n'est plus dans le décor confortable d'un hôpital anglais, c'est en pleine jungle, sous le feu de l'ennemi, que Cherry doit résoudre une énigme dont la solution peut sauver des milliers de vies humaines. Lisez ces nouvelles aventures de Cherry Ames, infirmière-chef sur une petite île perdue en plein Pacifique[6].

- Cherry Ames, infirmière rurale (Cherry Ames, Rural nurse, de Helen Wells, 1961) 1re édition française : 1962. no 54. Réédition en 1970, 1976.
 Résumé : C'est en pleine campagne que Cherry Ames exerce à présent son métier d'infirmière. Mais se trouverait-elle au milieu du désert qu'elle aurait encore l'occasion de mettre en pratique, outre ses talents professionnels, ses talents de détective. En effet, cette fois encore, une énigme vient défier sa perspicacité. Et la vie de ses malades risque d'en pâtir au cas où elle ne découvrirait pas la solution. Vous retrouverez avec plaisir la gentillesse et la gaieté inébranlables de votre amie Cherry, et vous constaterez que les pires difficultés ne sont pas pour l'embarrasser[6].

- Cherry Ames dans une île (Cherry Ames, Island Nurse, de Helen Wells, 1960) 1re édition française : 1963. no 60.
 Résumé :  Un avion de tourisme atterrit à l'aérodrome de Hilton. Un grand malade, un fait divers découvert dans un journal canadien, et voilà Cherry Ames lancée une fois de plus dans une aventure où ses talents de détective feront merveille. Elle sera plongée dans l'atmosphère étrange de l'île de Balfour où elle accompagnera son malade, île peuplée d'anciennes familles écossaises toujours fidèles aux vieilles légendes. Balfour, c'est une sorte de splendide cauchemar, avec un puits de mine abandonné, des collines dominant la mer, des grottes profondes. Un homme rôde dans l'île. Un vieux serviteur a une conduite équivoque. Au terme d'une effroyable tempête, grâce à l'intelligence d'un merveilleux gamin, Cherry résoudra les mystères de l'île[6].

- Cherry Ames, infirmière de nuit (Cherry Ames, Night Supervisor, de Julie Tatham, 1950) 1re édition française : 1963. no 63.
 Résumé : La nuit, un hôpital. Des corridors. Une surveillante fait sa ronde. Un bruit la fait sursauter. Elle se précipite, poursuit l'intrus, aperçoit vaguement un bout de robe de chambre marron. Vous retrouverez Cherry Aines dans une nouvelle aventure passionnante. Où est passé le testament du vieux grand-père de Clarice ? Qui est exactement Monsieur Fallon ? Est-il vraiment malade ? Pourquoi enfreint-il systématiquement le règlement de l'hôpital ? Pourquoi se promène-t-il, la nuit, dans les corridors ? Enfin, Qu'y a-t-il de caché dans l'ancienne salle d'opération ? Autant de questions auxquelles Cherry Aines trouvera elle-même une réponse[6].

- Cherry Ames, infirmière à Dorville (Cherry Ames, Country Doctor's Nurse, de Julie Tatham, 1955) 1re édition française : 1964. no 73.
 Résumé : Cherry Ames est appelée à travailler chez un médecin de province. Elle doit affronter la méfiance d'une petite ville et de sa population. Elle arrive là, au moment des élections municipales. De sombres histoires se déroulent, comme toujours, elle saura les tirer au clair. Et lorsqu'elle repartira vers de nouvelles aventures, c'est la cité tout entière qui lui saura gré de l'avoir sortie d'un mauvais pas[6].

- Cherry Ames, infirmière aux sports d'hiver (Cherry Ames : Ski nurse mystery, de Helen Wells, 1968) 1re édition française : 1972. no 171. Traduit par Sylvain Du Boullay. Réédition en 1975.
 Résumé : Cherry Ames est heureuse de travailler dans le petit hopital d'une jolie station de sports d'hiver. Mais très vite arrivent un patient à la mine hostile et plusieurs personnages douteux. Le danger est proche. Avec Val Nicholas, un sympathique moniteur de ski, Cherry Ames entreprendra une périlleuse randonnée à ski pour sauver sa vie et celle d'un malade victime des criminels. Il faudra tout le courage et la vigueur de la jeune infirmière pour mettre au point le piège où tomberont les bandits[6].

- Cherry Ames, infirmière et demoiselle de compagnie (Cherry Ames, companion nurse, de Helen Wells, 1964) 1re édition française : 1972. no 172. Traduit par Sylvie Audoly. Réédition en 1978.
 Résumé : Cherry Ames, infirmière auprès du célèbre auteur Martha Logan, accompagne celle-ci en Angleterre où elle se rend pour son travail. Le plaisir du voyage est rapidement terni par des événements bouleversants : alors même qu'elles sont en train de visiter des galeries d'art à Londres, d'inestimables pièces y sont dérobées. Y aurait-il un rapport entre les vols et leurs visites ? Il faudra que la jeune infirmière déploie toute son intelligence et tout son courage pour démasquer à temps les criminels[6].

- Cherry Ames, infirmière de brousse (Cherry Ames, Jungle Nurse, de Helen Wells, 1965) 1re édition française : 1973. no 177. Traduit par Sylvain Du Boullay.
 Résumé : On propose à Cherry Ames de se rendre en Afrique pour aider à créer un hôpital dans un village de brousse atteint par une épidémie. C'est pour elle une excellente occasion d'aider des gens dans le besoin et en même temps de connaître un nouveau continent. Mais l'hôpital est à peine construit que Cherry se voit mêlée à des événements bizarres. Des diamants sortent d'Afrique en fraude et Cherry soupçonne les fraudeurs de se servir de l'hôpital comme couverture. La jeune infirmière saura peu à peu relier les événements entre eux, et c'est finalement elle qui fera arrêter tout le réseau en faisant preuve de beaucoup d'intelligence et de courage[6].

- Cherry Ames, le mystère du docteur Fairall (Cherry Ames : The Mystery in the Doctor's office, de Helen Wells, 1966) 1re édition française : 1973. no 181. Traduit par Sylvie Audoly. 
 Résumé : Avec ce nouvel emploi au service d'un médecin de New York, Cherry Ames connait de nouvelles aventures et rencontre des amis fascinants : le Dr Fairall et son assistant, le jeune Dr Grey Russell. Quand ses infirmières lui annoncent qu'elles ont hérité d'une vieille maison au bord de la mer à Long Island, Cherry est ravie. Mais sa joie est vite assombrie par une succession d'événements inquiétants, et il faudra que la jolie infirmière déploie tous ses talents de détective pour dénouer l'intrigue à laquelle elle est directement mêlée[6].

## Titres inédits en France
- Cherry Ames, Army Nurse (1944)
- Cherry Ames, Senior Nurse (1944)
- Cherry Ames, Veterans' Nurse (1946)
- Cherry Ames, Private Duty Nurse (1946)
- Cherry Ames, Visiting Nurse (1947)
- Cherry Ames, Mountaineer Nurse (1951)
- Cherry Ames, Clinic Nurse (1952)
- Cherry Ames, Dude Ranch Nurse (1953)
- Cherry Ames, Rest Home Nurse (1954)
- Cherry Ames, Boarding School Nurse (1955)
- Cherry Ames, Department Store Nurse (1956)
- Cherry Ames, Camp Nurse (1957)
- Cherry Ames, At Hilton Hospital (1959)
- Cherry Ames, Staff Nurse (1962)